# 邁辛湖

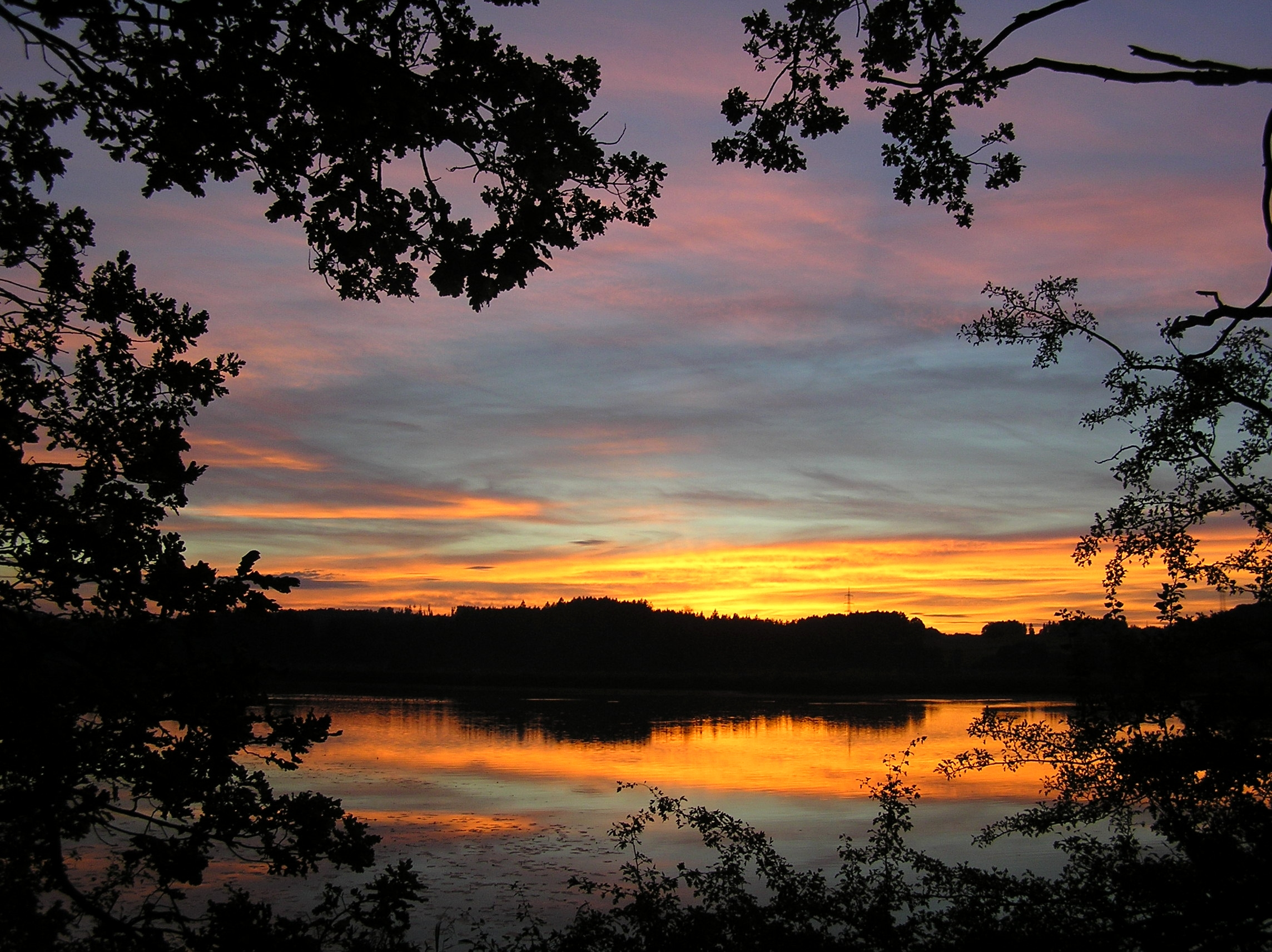

47°58′47″N 11°16′46″E / 47.97972°N 11.27944°E
邁辛湖（德語：Maisinger See），是德國的湖泊，位於該國東南部，由巴伐利亞州負責管轄，處於珀京，長1.2公里、寬0.3公里，面積0.1平方公里，該湖泊海拔高度635米。